# Aviation à long rayon d'action
L'aviation à long rayon d'action (en russe : Дальняя Авиация (Dalniaïa Aviatsia), abréviation :  ДА, DA ou VVS-DA, traduit également comme aviation à/de longue portée) est le commandement chargé du bombardement stratégique dans les forces aériennes soviétiques et l'armée de l'air russe depuis 1946. C'est l'équivalent durant la guerre froide du Strategic Air Command de l'United States Air Force (USAF).
Une réorganisation de l'aviation soviétique le désactiva au profit de la 37e armée aérienne créée le 1er août 1980. Elle est réactivée le 25 février 1988, la 37e armée aérienne devenant une de ses composantes. Une autre réorganisation de l'aviation russe effective en mars 1998 le supprime de nouveau au profit de la 37e armée aérienne (stratégique) du commandement suprême. Le 5 août 2009, elle est de nouveau réactivée.

## Historique

### Les origines

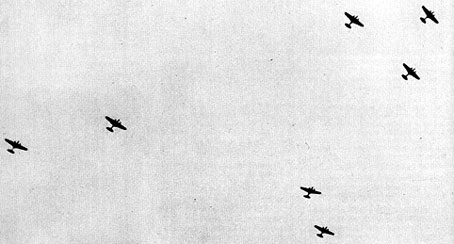
Formation de SB-2 survolant Helsinki durant la guerre d'Hiver.

Le 26 janvier 1914 a eu lieu le vol d'essai du Sikorsky Ilia Mouromets qui transformé en bombardier au début de la Première Guerre mondiale est construit à 60 exemplaires pour équiper la première escadre de bombardiers lourds de l'Histoire au sein de l'armée de l'air impériale russe lorsque le 23 décembre 1914, l'empereur russe Nicolas II a entériné le règlement sur la création d'une escadre d'aéronefs baptisée Ilya Mouromets en l'honneur d'un héros des poèmes épiques folkloriques russes.
Au total, 73 bombardiers Ilia Mouromets furent construits entre 1913 et 1918. Leurs bombes atteignaient leurs cibles avec une précision de 90 %. Les Ilia Mouromets effectuèrent plus de 400 missions et larguèrent près de 65 tonnes de bombes[réf. nécessaire].
Dans les années 1930, l'URSS s'intéresse fortement au bombardement tactique et stratégique et développe la plus importante flotte de bombardiers au monde durant cette période. Le Tupolev SB construit à 7 000 exemplaires à partir de 1934 compose en juin 1941, à la veille de l'invasion allemande, 94 % des bombardiers de l'armée de l'air soviétique (VVS RKKA) tandis que le Iliouchine DB-3 est construit à 1 528 exemplaires à partir de 1935. La version DB-3F est désignée Iliouchine Il-4 en 1942.
Un bombardier bimoteur à long rayon d'action Yermolaïev Yer-2 conçu à l'origine pour pouvoir frapper le Royaume-Uni entre en service en 1941 et sera construit à environ 350 exemplaires.
Le bombardier Petliakov Pe-8 est le seul quadrimoteur soviétique construit durant la Seconde Guerre mondiale. Les Pe-8 effectuèrent dès juillet 1941 des attaques sur l'Allemagne et bombardèrent Berlin pendant la nuit du 10 au 11 août 1941. Ce bombardement, qui n'eut que très peu d'effet, avait un but de propagande plutôt que strictement militaire. Sur les 91 appareils de série, 53 ont été perdus, au combat ou par accident, entre 1940 et août 1944. Les appareils restants furent retirés des actions de première ligne en 1944 devant l'amélioration de la chasse de nuit allemande.
Les trois premières armées aériennes de but spécial sont créés entre 1936 et 1938. La 2e armée a été créée le 15 mars 1937 dans l'Extrême-Orient russe. Un peu plus tard, la 3e armée aérienne a été créé dans le district militaire du Nord-Caucase. Le 5 novembre 1940, ces armées ont été réformés comme l'aviation à long rayon d'action de la Stavka de l'Armée Rouge jusqu'en février 1942 en raison de mauvaises performances au combat pendant la guerre aérienne pendant la guerre d'Hiver avec la Finlande.
La force d'aviation à long rayon d'action (ADD) est créée le 5 mars 1942 pour atteindre les objectifs stratégiques : bombardement contre des cibles administratives, politiques et militaires de profondeur dans l'arrière de l'ennemi ou frappes contre les moyens de transports et autres opérations stratégiques. L'ADD a été placé sous le commandement d'Alexandre Golovanov en poste jusqu'en 1948. En outre, l'ADD (y compris les appareils de l'Aeroflot) est largement utilisé pour soutenir les partisans soviétiques dans le territoire occupé de l'URSS et de les partisans Yougoslaves. En février 1944, trois grands raids sont lancés contre Helsinki mais échouent grâce à la défense antiaérienne finlandaise. Seule 670 des 16 490 bombes - environ 2 600 tonnes - tombent sur la ville faisant environ 150 tués.
Tout au long de son existence, l'ADD fait partie de la réserve du haut commandement suprême (RVGK). Il a seulement reçu des ordres du commandant suprême, Joseph Staline.
En décembre 1944, l'ADD est transférée à la force aérienne soviétique et devient la 18e armée aérienne (18-я Воздушная армия) qui m'est en ligne de 1 800 à 3 000 avions dont, au 1er janvier 1945, 291 des 877 B-25 Mitchell reçu par l'aviation soviétique. 252 de ces appareils étant en service le 12 juin 1946 à la formation de la DA.
Le 7 avril 1945, lors de la prise de Koenigsberg, 516 bombardiers soutiennent l'attaque des troupes au sol.

### La guerre froide

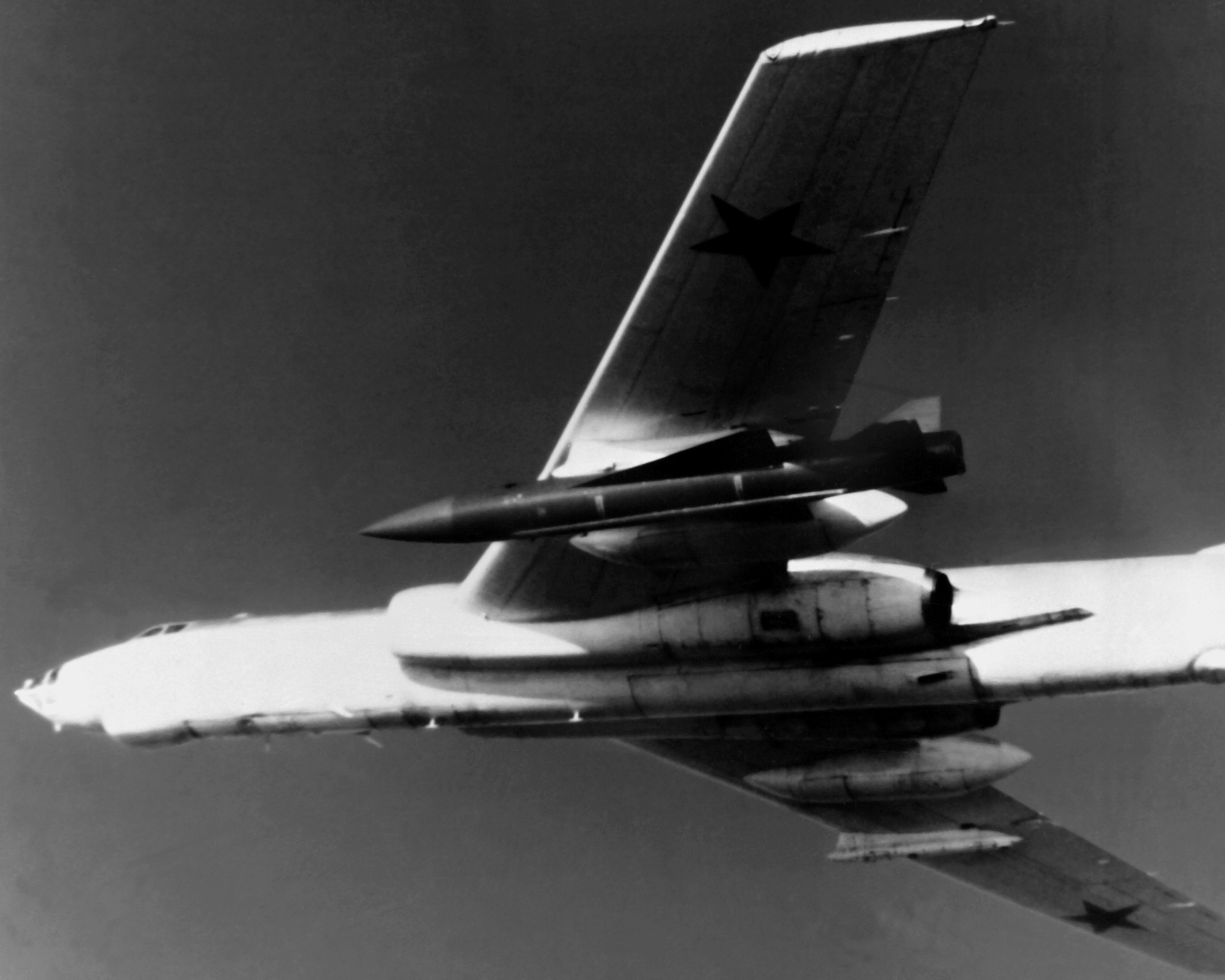
Un Tu-16 équipé de missiles KSR-5.

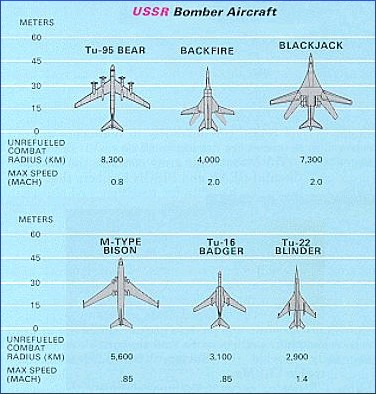
Comparaison des bombardiers stratégiques soviétiques en service dans les années 1980.

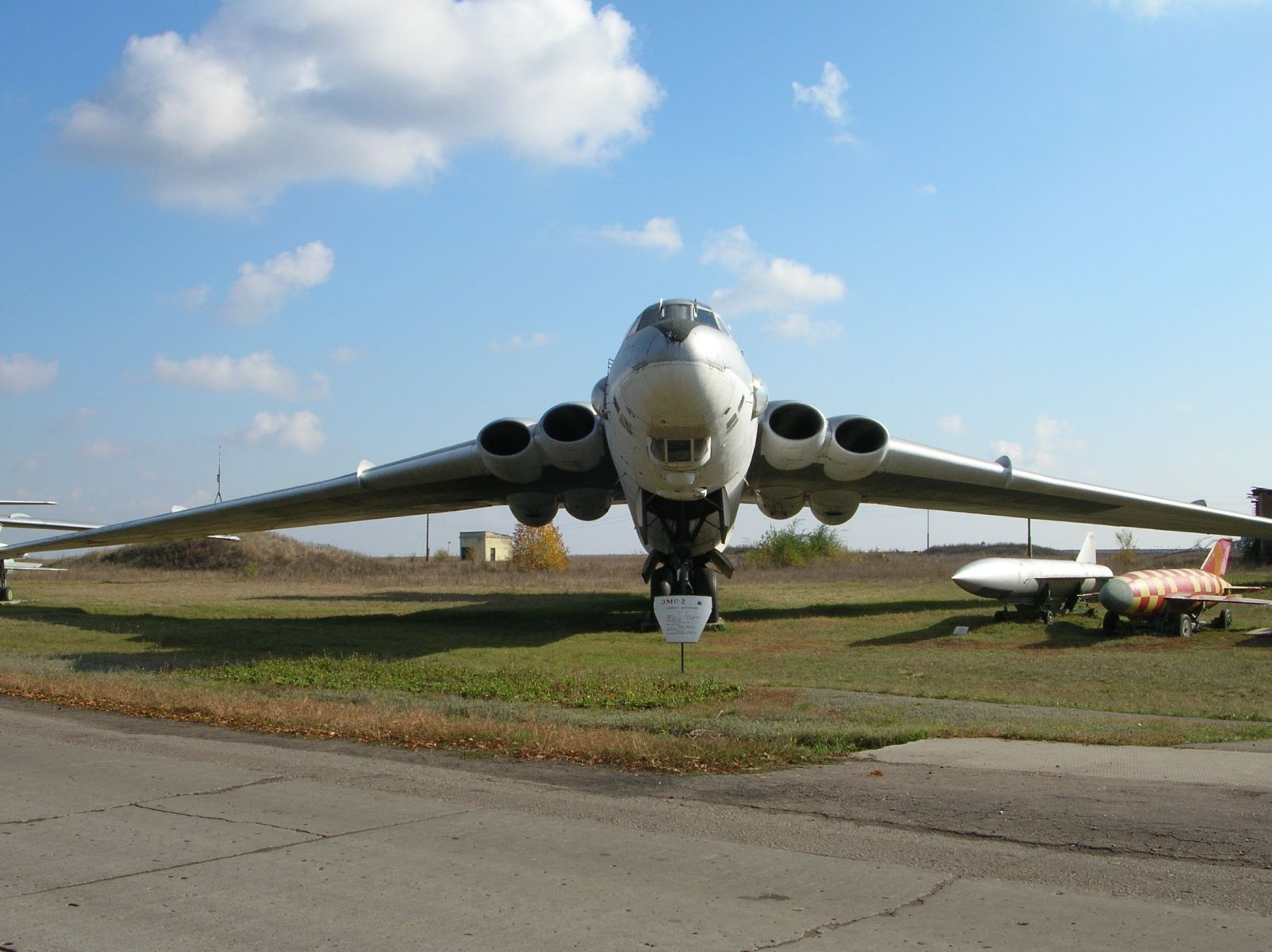
Un Miassichtchev M-4 dans un musée.

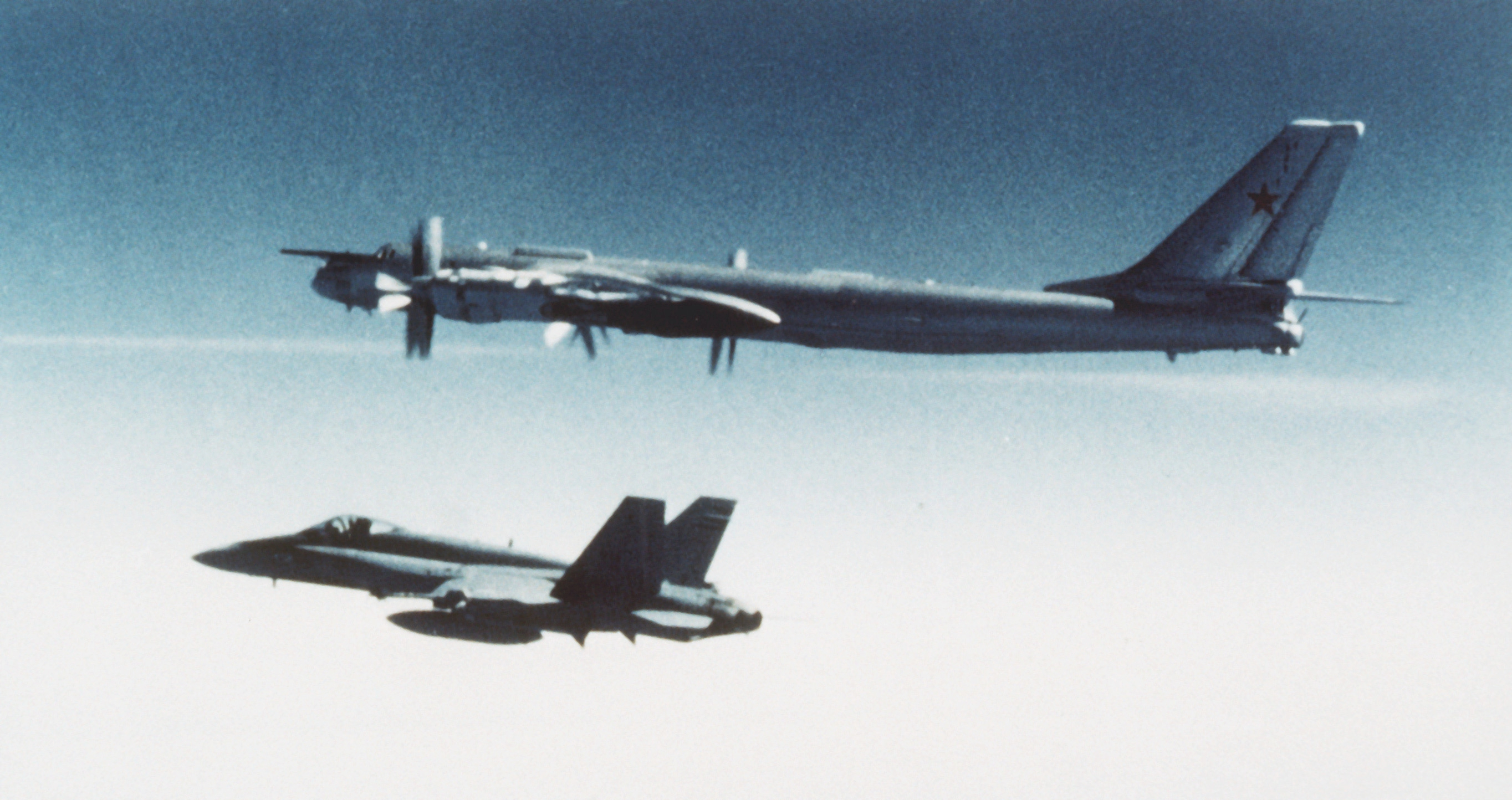
Un CF-188 canadien escortant un Tu-95 de l'aviation soviétique en 1987.

Le 3 avril 1946, elle est réorganisée et devient l'aviation à long rayon d'action (DA). Elle devient le premier vecteur nucléaire soviétique dans les années 1950 mais son manque d'avions à très long rayon d'action et l’apparition des missiles intercontinentaux regroupé dans les forces de fusées stratégique puis des missiles mer-sol lancé depuis les sous-marins lanceur d'engins de la marine soviétique dans les années 1960 la relègue au troisième rang de la dissuasion nucléaire. Elle appuie l'aviation navale russe dans la lutte anti-navires.

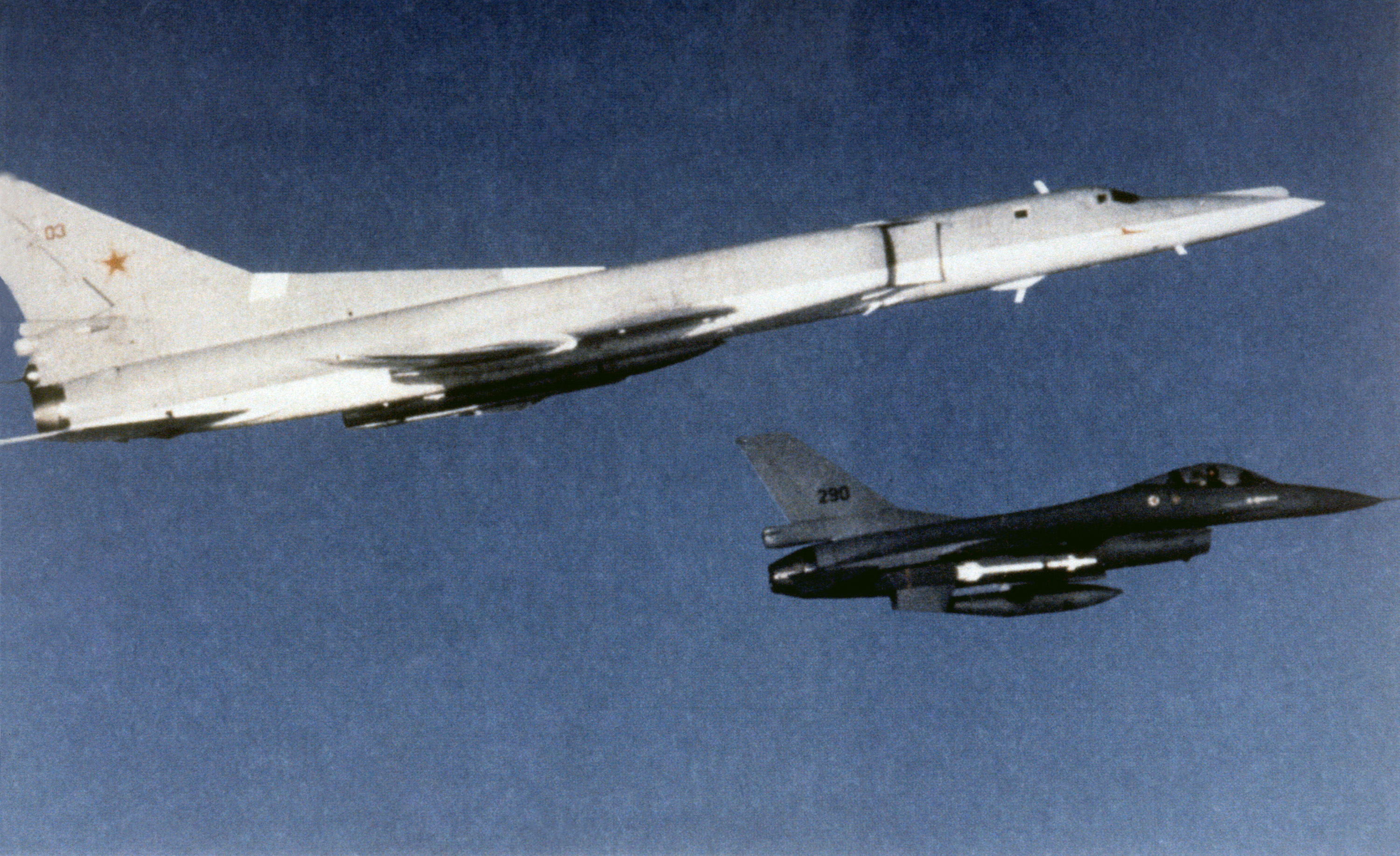
Un Tupolev Tu-22M soviétique escorté par un F-16 Norvégien en 1988.

Le Tupolev Tu-4, copie du Boeing B-29 Superfortress américain, entre en service en 1949 et devient le premier appareil soviétique à avoir la possibilité d’attaquer les États-Unis contigus mais sans possibilité de retour.
Le Miassichtchev M-4 est le premier bombardier lourd à réaction soviétique, construit à 93 exemplaires et servant à plusieurs rôles (reconnaissance, ravitaillement en vol) au sein de l'armée de l'air et de l'aviation navale russe, s'il fit grosse impression au début en Occident, il ne joua pas un rôle majeur dans l’aviation soviétique.
À sa mise en service, dans les VVS en 1954, le Tupolev Tu-16 est versé dans deux services de celles-ci: l'aviation à long rayon d'action et la force aéronavale (AVMF). Au sein de la première, il forme pendant la deuxième moitié des années 1950 et une bonne partie des années 1960 la base de la dissuasion nucléaire soviétique, remplaçant son prédécesseur le Tupolev Tu-4. Son manque de rayon d'action l'aurait limité à l'attaque des objectifs situés en Europe de l'Ouest, les missions intercontinentales, contre les États-Unis, étant plutôt à effectuer par les Tupolev Tu-20. L'apparition des ICBM, et généralement de missiles plus fiables et puissants, finit par le rendre obsolète dans ce rôle. Il était en outre moins adapté aux missions de pénétration à basse altitude que ces successeurs, les Tupolev Tu-22 et Tupolev Tu-22M. Si bien qu'il fut écarté de ce rôle vers le début des années 1970. Les cellules encore capables de nombreuses heures de vol sont alors pour la plupart reconverties en plateforme de missiles pour mener des missions de frappe de précision. Cependant, en 1991, à la suite de l'écroulement de l'URSS, les Tupolev Tu-22M étant cloués au sol par des problèmes de maintenance, les vénérables Tu-16 reprirent quelque temps leur ancienne mission de frappe stratégique. L'embellie sera néanmoins de courte durée, et par la suite, le nombre de Tu-16 diminuera rapidement.

### Depuis la création de la fédération de Russie

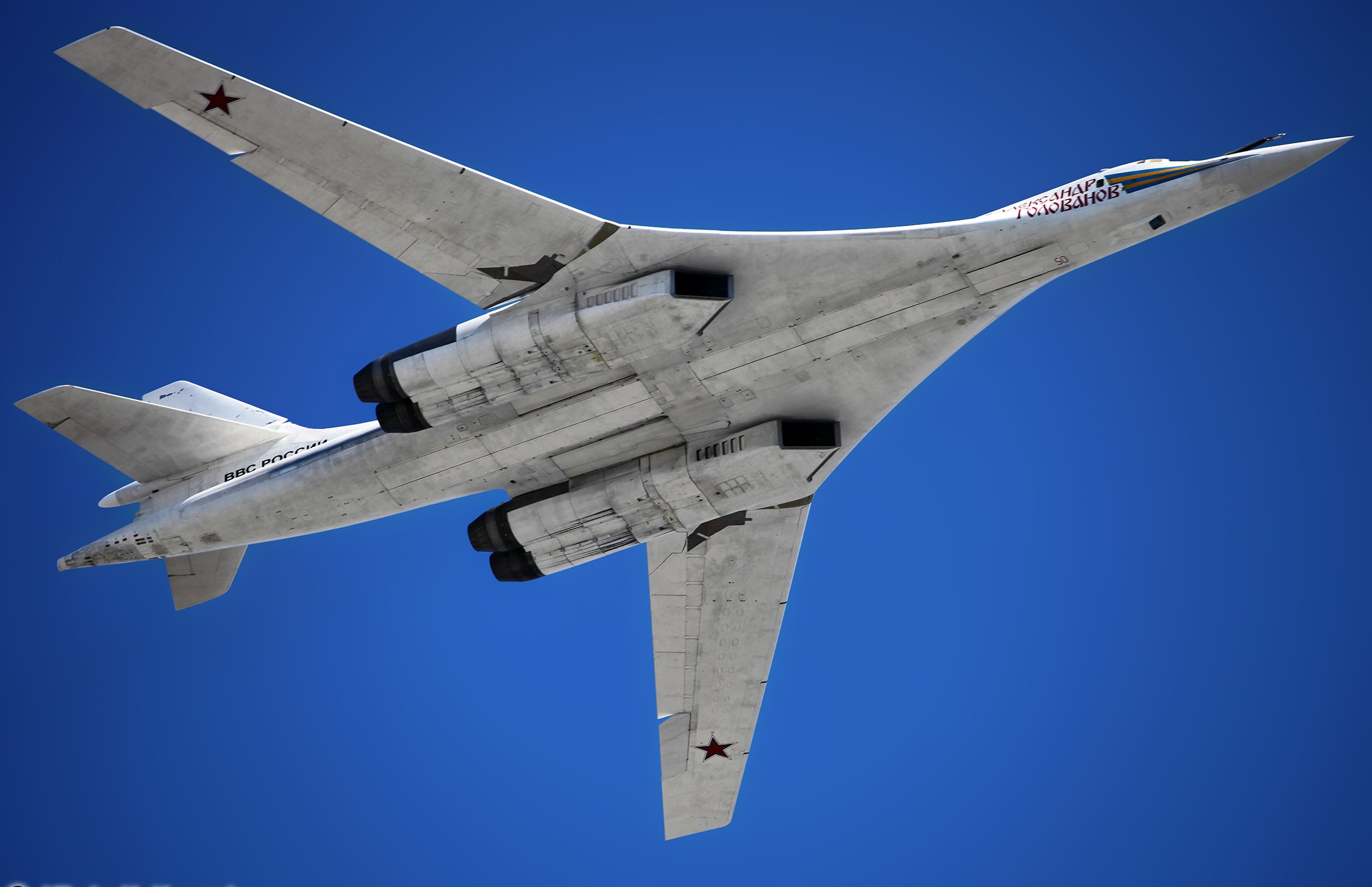
Un Tupolev Tu-160, le dernier bombardier stratégique conçu en Union soviétique et qui, dans les années 2020, reste le plus récent de l'aviation russe.

À la suite de la dislocation de l'URSS, la DA de la nouvelle fédération de Russie ne dispose que de 25 des 99 bombardiers stratégiques capables d'emporter des missiles de croisière ainsi que de 61 autres bombardiers, un certain nombre d'appareils ont été repris par la force aérienne ukrainienne. Dans les années 1990, son effectif compte 15 000 personnes.
En mars 1998, lors d'une réorganisation de la force aérienne russe la DA est supprimée au profit de la 37e armée aérienne qui prend le contrôle les Forces des fusées stratégiques de la fédération de Russie. Elle ne participe officiellement pas aux guerres de Tchétchénie. 
Le 17 août 2007, Vladimir Poutine, président de la fédération de Russie, a annoncé la reprise des vols des bombardiers stratégiques Tu-160 « sur une base permanente ».
Durant la deuxième guerre d'Ossétie du Sud en 2009, un Tu-22MR de reconnaissance est abattu par les forces armées géorgiennes.
En janvier 2014, la 37e armée aérienne, seule grande formation de la DA, compte environ 200 avions porteurs de missiles et bombardiers stratégiques dont, selon des estimations en janvier 2014, 66 bombardiers stratégiques opérationnels incluant 11 Tu-160 sur 14 (voire 16) en ligne et 55 Tu-95MS opérationnel sur les 63 quelle possède à la fin des années 2000 pouvant emporter environ 200 missiles de croisière Kh-55 et ainsi qu'environ 120 Tupolev Tu-22M et 19 avions ravitailleurs Iliouchine Il-78. La nomenclature russe introduit une distinction entre d’un côté les bombardiers stratégiques Tu-95MS et Tu-160 et de l’autre les bombardiers à longue portée Tu-22M3. Alors que les Tu-22M3 sont désormais uniquement employés pour réaliser des missions de bombardement tactique au sol comme en mer, les bombardiers stratégiques concourent à la dissuasion nucléaire tout en pouvant assurer des missions conventionnelles.
Au début de 2018, la flotte comprend 16 Tu-160 qui doivent être portés au standard M2 tandis que l'on annonce jusqu'à 50 nouveaux appareils de ce type construits à partir de 2021 à raison de trois par an.
Une version modernisé du Tu-95MS, le Tu-95MSM effectue ses essais en vol août 2020, 20 bombardiers devraient être convertis à ce standard.
Elle participe à la guerre russo-ukrainienne depuis 2022 essentiellement par le tir de missiles air-sol de longue portée tel le Kh-22 hors de l'espace aérien ukrainiens; les Mig-31I (Mig-31K), emportant le missile Kh-47M2 Kinjal, sont rattachés à la DA depuis février 2022 et sont affectés sur la base aérienne no 3958 Savasleika (oblast de Nijni Novgorod) pour former le noyau du premier régiment de chasseurs indépendant (OIAP) à intégrer la DA, jusque-là exclusivement composée de bombardiers lourds.

## Ordre de bataille (1990-1991)

### 30earméeaérienne
QG : Blagovechtchensk, oblast d'Amour (Source Michael Holm)
- Régiment indépendant de communications (Blagovechtchensk, oblast d'Amour)
- 219e régiment d'aviation de reconnaissance à long rayon d'action (Spassk-Dalni, kraï du Primorié) - Tu 16
- 31e division aérienne de bombardiers lourds (base aérienne de Belaïa, oblast d'Irkoutsk)
  - 1225e régiment de bombardiers lourds (Tu-22M2)
  - 1229e régiment de bombardiers lourds (Tu-22M2)
- 55e division aérienne de bombardiers lourds (base aérienne de Vozdvijenka, kraï du Primorié)
  - 303e régiment de bombardiers lourds (Zavitinsk, oblast d'Amour) - Tu-16K
  - 444e régiment de bombardiers lourds (base aérienne de Vozdvijenka) - Tu-16K

### 37earméeaérienne
Voir 37e armée aérienne (URSS) (en)

### 46earméeaérienne
1990 :
QG : Smolensk
- 64e régiment indépendant de communications (Smolensk, oblast de Smolensk)
- 103e régiment d'aviation-transport de la Garde (Smolensk) - An-12/24/26
- 199e régiment d'aviation de reconnaissance à long rayon d'action de la Garde (Nijyn, oblast de Tchernihiv, RSS d'Ukraine) - Tu-22R
- 290e régiment d'aviation de reconnaissance à long rayon d'action (Zyabrovka, oblast de Gomel, RSS de Biélorussie) - Tu-22R et Tu-16
- 13e division aérienne de bombardiers lourds de la Garde (Poltava, oblast de Poltava)
- 15e division aérienne de bombardiers lourds de la Garde (base aérienne de Jytomyr-Ozerne, oblast de Jytomyr, RSS d'Ukraine)
- 326e division aérienne de bombardiers lourds (Tartu, RSS d'Estonie)

Au 1er janvier 1991 :
- 64e régiment indépendant de communications (Smolensk, oblast de Smolensk)
- 103e régiment d'aviation-transport de la Garde (Smolensk)
- 199e régiment indépendant « Brest » d'aviation à long rayon d'action de reconnaissance de la Garde  - 26 Tu-22R
- 290e régiment indépendant d'aviation de reconnaissance à long rayon d'action
- 13e division aérienne de bombardiers lourds de la Garde
  - 185e régiments de bombardiers de la Garde - 22 Tu-22M
- 15e division aérienne « Gomel » de bombardiers lourds de la Garde
- 22e division aérienne « Donbas » de bombardiers lourds de la Garde
- 326e division aérienne « Ternopol » de bombardiers lourds

Démantelée en octobre 1994.

## Commandants
- Depuis le 16 septembre 2016 : Sergueï Kobylach ;
- de 2009 à 2016 : Pavel Androssov ;
- de 2007 à 2009 : Anatolï Jykarev ;

...
- 1962 à 1969 : Philippe Agaltsov ;
- 1955 à 1962 : Vladimir Soudets ;
- 1953 à 1955 : Alexandre Novikov ;
- 1950 à 1953 : Sergueï Roudenko ;
- 1948 à 1948 : Pavel Jikarev ;
- 1942 à 1948 : Alexandre Golovanov.